# Christuskirche (Syke)

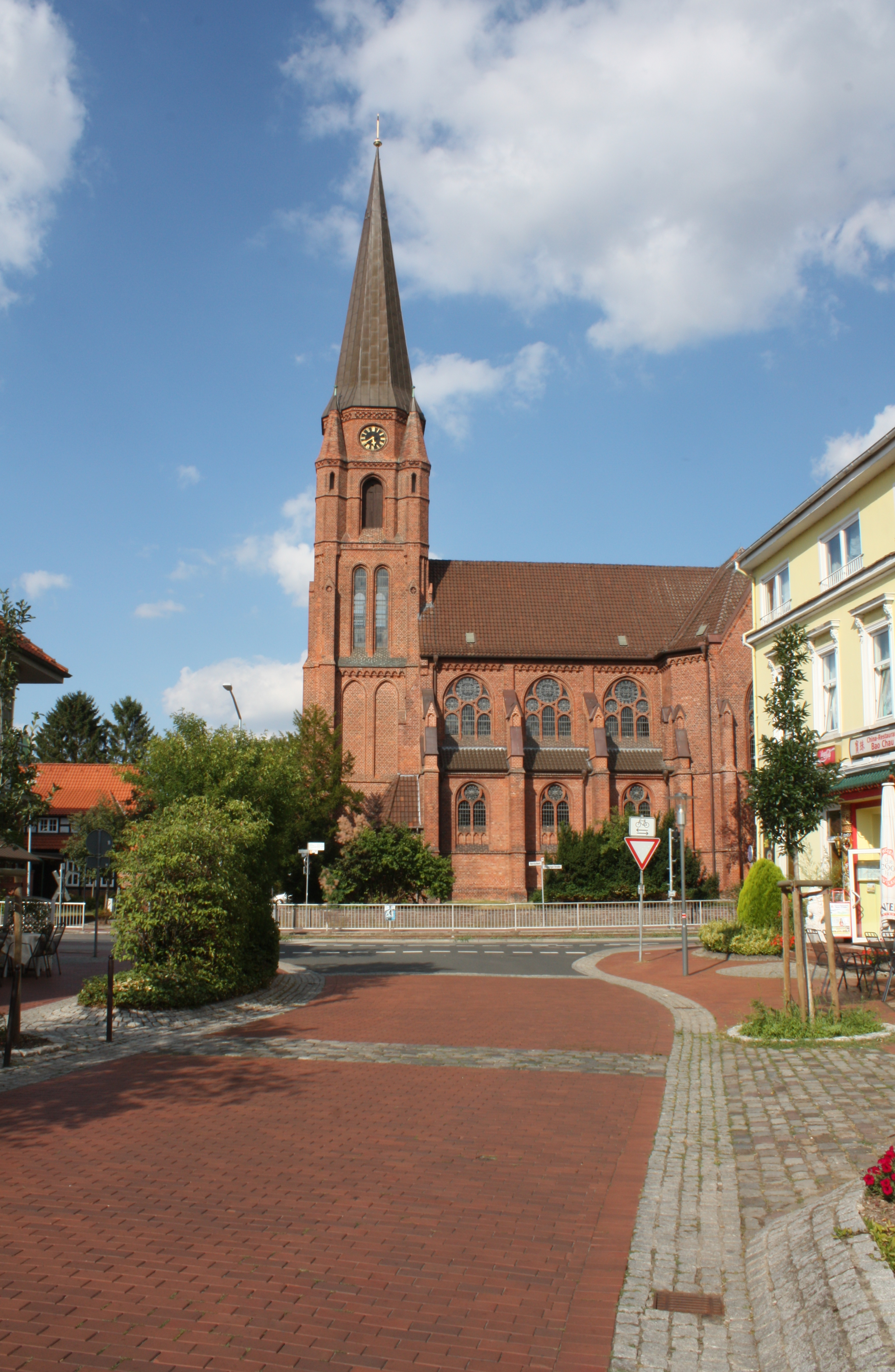
Christuskirche

Die evangelisch-lutherische denkmalgeschützte Christuskirche steht in Syke, einer Stadt im Landkreis Diepholz von Niedersachsen. Die Kirchengemeinde gehört zum Kirchenkreis Syke-Hoya im Sprengel Osnabrück der Evangelisch-lutherischen Landeskirche Hannovers.

## Beschreibung
Die 1704/05 errichtete Fachwerkkirche wurde 1882 abgerissen, weil sie zu klein für die stark anwachsende Kirchengemeinde geworden war. An ihrer Stelle wurde 1882–85 nach einem Entwurf von Gustav Schwartz die neugotische Basilika aus Backsteinen errichtet. Sie besteht aus einem kurzen Langhaus mit drei breiten Jochen und schmalen Seitenschiffen, dem im Nordwesten der Kirchturm vorgestellt ist, einem Querschiff und einem dreiseitig abgeschlossenen Chor im Südosten. Das Langhaus wird von Strebepfeilern gestützt, der Obergaden ist zwischen den Strebepfeilern von Bogenfenstern mit einfach konstruiertem Maßwerk durchbrochen, ebenso die Seitenschiffe. Die Ecken zwischen den Querarmen und dem Langhaus sind abgeschrägt, um die Vierung zu betonen. Der Turm ist mit einem achtseitigen spitzen Helm, das Mittelschiff ist mit einem Satteldach, die Seitenschiffe sind mit Pultdächern bedeckt. 
Der Innenraum ist von einem Kreuzrippengewölbe überspannt. Das barocke, aus dem Jahre 1677 stammende Taufbecken wurde aus der alten Kirche übernommen, ebenso ein Opferstock. Der Altar ist neugotisch.